# Neobatrachus aquilonius
Espèce
Statut de conservation UICN

 LC  : Préoccupation mineure
Neobatrachus aquilonius est une espèce d'amphibiens de la famille des Limnodynastidae.

## Répartition
Cette espèce est endémique de l'Australie. Elle se rencontre dans le Territoire du Nord et en Australie-Occidentale.

## Publication originale
- Tyler, Davies & Martin, 1981 : New and rediscovered species of frogs from the Derby-Broome area of Western Australia. Records of the Western Australian Museum, vol. 9, no 2, p. 147-172 (texte intégral).